# WTA Oklahoma City
Das WTA Oklahoma City (offiziell: IGA U.S. Indoor Championships) ist ein ehemaliges Tennisturnier der WTA Tour, das in Oklahoma City ausgetragen wurde. Es wurde durch das WTA-Turnier in Memphis ersetzt.

## Siegerlisten

### Einzel
| Jahr                                                | Siegerin                | Finalgegnerin      | Ergebnis      |
| --------------------------------------------------- | ----------------------- | ------------------ | ------------- |
| 1971                                                | Billie Jean King        | Rosie Casals       | 1:6, 7:6, 6:4 |
| 1972                                                | Rosie Casals            | Valerie Ziegenfuss | 6:4, 6:1      |
| 1973–1985 fand in Oklahoma City kein Turnier statt! |                         |                    |               |
| 1986                                                | Marcella Mesker         | Lori McNeil        | 6:4, 4:6, 6:3 |
| 1987                                                | Elizabeth Smylie        | Lori McNeil        | 4:6, 6:3, 7:5 |
| ↓ Kategorie: Tier V ↓                               |                         |                    |               |
| 1988                                                | Lori McNeil             | Brenda Schultz     | 6:3, 6:2      |
| 1989                                                | Manon Bollegraf         | Leila Mes’chi      | 6:4, 6:4      |
| ↓ Kategorie: Tier IV ↓                              |                         |                    |               |
| 1990                                                | Amy Frazier             | Manon Bollegraf    | 6:4, 6:2      |
| 1991                                                | Jana Novotná            | Anne Smith         | 3:6, 6:3, 6:2 |
| 1992                                                | Zina Garrison           | Lori McNeil        | 7:5, 3:6, 7:6 |
| ↓ Kategorie: Tier III ↓                             |                         |                    |               |
| 1993                                                | Zina Garrison-Jackson   | Patty Fendick      | 6:2, 6:2      |
| 1994                                                | Meredith McGrath        | Brenda Schultz     | 7:66, 7:64    |
| 1995                                                | Brenda Schultz          | Jelena Lichowzewa  | 6:1, 6:2      |
| 1996                                                | Brenda Schultz-McCarthy | Amanda Coetzer     | 6:3, 6:2      |
| 1997                                                | Lindsay Davenport       | Lisa Raymond       | 6:4, 6:2      |
| 1998                                                | Venus Williams          | Joannette Kruger   | 6:3, 6:2      |
| 1999                                                | Venus Williams          | Amanda Coetzer     | 6:3, 6:0      |
| 2000                                                | Monica Seles            | Nathalie Dechy     | 6:1, 7:63     |
| 2001                                                | Monica Seles            | Jennifer Capriati  | 6:3, 5:7, 6:2 |

### Doppel
| Jahr                                                | Siegerinnen                              | Finalgegnerinnen                               | Ergebnis       |
| --------------------------------------------------- | ---------------------------------------- | ---------------------------------------------- | -------------- |
| 1971                                                | Rosie Casals Billie Jean King            | Mary-Ann Eisel Valerie Ziegenfuss              | 6:7, 6:0, 7:5  |
| 1972                                                | Rosie Casals Billie Jean King            | Judy Tegart-Dalton Françoise Dürr              | 6:7, 7:6, 6:2  |
| 1973–1985 fand in Oklahoma City kein Turnier statt! |                                          |                                                |                |
| 1986                                                | Marcella Mesker Pascale Paradis          | Lori McNeil Catherine Suire                    | 2:6, 7:61, 6:1 |
| 1987                                                | Svetlana Parkhomenko Laryssa Sawtschenko | Lori McNeil Kim Sands                          | 6:4, 6:4       |
| ↓ Kategorie: Tier V ↓                               |                                          |                                                |                |
| 1988                                                | Jana Novotná Catherine Suire             | Catarina Lindqvist Tine Scheuer-Larsen         | 6:4, 6:4       |
| 1989                                                | Lori McNeil Betsy Nagelsen               | Elise Burgin Elizabeth Smylie                  | kampflos       |
| ↓ Kategorie: Tier IV ↓                              |                                          |                                                |                |
| 1990                                                | Mary-Lou Daniels Wendy White             | Manon Bollegraf Lise Gregory                   | 7:5, 6:2       |
| 1991                                                | Meredith McGrath Anne Smith              | Katrina Adams Jill Hetherington                | 6:2, 6:4       |
| 1992                                                | Lori McNeil Nicole Provis                | Katrina Adams Manon Bollegraf                  | 3:6, 6:4, 7:66 |
| ↓ Kategorie: Tier III ↓                             |                                          |                                                |                |
| 1993                                                | Patty Fendick Zina Garrison-Jackson      | Katrina Adams Manon Bollegraf                  | 6:3, 6:2       |
| 1994                                                | Patty Fendick Meredith McGrath           | Katrina Adams Manon Bollegraf                  | 7:63, 6:2      |
| 1995                                                | Nicole Arendt Laura Golarsa              | Katrina Adams Brenda Schultz                   | 6:4, 6:3       |
| 1996                                                | Chanda Rubin Brenda Schultz-McCarthy     | Katrina Adams Debbie Graham                    | 6:4, 6:3       |
| 1997                                                | Rika Hiraki Nana Miyagi                  | Marianne Werdel-Witmeyer Tami Whitlinger-Jones | 6:4, 6:1       |
| 1998                                                | Serena Williams Venus Williams           | Cătălina Cristea Kristine Kunce                | 7:5, 6:2       |
| 1999                                                | Lisa Raymond Rennae Stubbs               | Amanda Coetzer Jessica Steck                   | 6:3, 6:4       |
| 2000                                                | Kimberly Po Corina Morariu               | Tamarine Tanasugarn Olena Tatarkowa            | 6:4, 4:6, 6:2  |
| 2001                                                | Amanda Coetzer Lori McNeil               | Janet Lee Wynne Prakusya                       | 6:3, 2:6, 6:0  |